# Pounamu

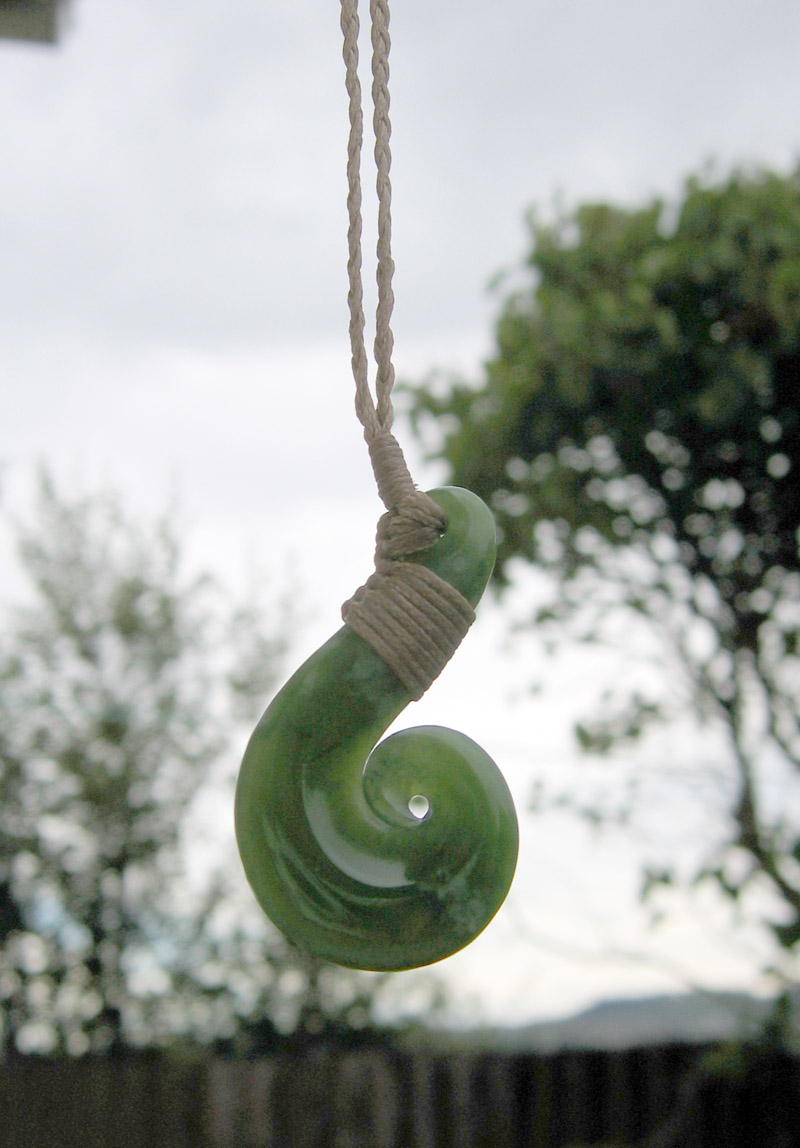
Pingente de pounamu

Pounamu é o termo pelo qual são chamadas algumas rochas e minerais como jade nefrita, bowenite e serpentinito. Duras e altamente valorizadas, são encontradas no sul da Nova Zelândia. Pounamu é termo na língua maori, a dos povos nativos do país. Essas rochas também são genericamente conhecidas como "greenstone", em inglês neozelandês.
Existem dois sistemas de classificação de pounamu. Geologicamente, se enquadra nas três categorias citadas acima, mas os maoris classificam o pounamu pela aparência. As principais classificações são kawakawa, kahurangi, īnanga, e tangiwai. Os três primeiros são jade nefritas, enquanto tangiwai é uma forma de bowenite.